# Gráda
Gráda ist eine Irish-Folk-Gruppe aus der Nähe von Galway, deren Mitglieder in Irland und Neuseeland beheimatet sind.

## Geschichte
Gráda wurde 2001 von Anne Marie O’Malley, Alan Doherty, Andrew Laking, Brendan O’Sullivan und Gerry Paul gegründet. Die Bandmitglieder sind geprägt von den unterschiedlichsten musikalischen Einflüssen. Alan Doherty wirkte beispielsweise als Flötist beim Soundtrack der Filmtrilogie Der Herr der Ringe, der mit dem Oscar ausgezeichnet wurde, mit. Nachdem Anne Marie O’Malley aus der Band ausstieg, wurde sie im Rahmen eines Castings durch die ehemalige Musik- und Irischlehrerin Nicola Joyce ersetzt. Kurzfristig ersetzte Colin Farrell Brendan O’Sullivan, um dann von David Doocey abgelöst zu werden. Für Alan Doherty kam ab April 2009 der (nicht mit ihm verwandte) Stephen Doherty in die Band.

## Stil
Die Irish Times bezeichnete die Band als „hottest new traditional band around“. Gráda sehen sich selbst nicht als traditionelle Folkband, auch wenn ihre Wurzeln nach eigener Aussage ganz tief in der irischen Musiktradition verankert sind. Es handelt sich eher um eine Mischung aus Pop, Traditionals und Jazz-Lounge.

## Diskografie
- 2001: Off to Sardinia
- 2002: Endeavour
- 2004: The Landing Step
- 2007: Cloudy Day Navigation
- 2010: Natural Angle